# Велика Якшень
Велика Якшень (рос. Большая Якшень) — село в Бутурлинському районі Нижньогородської області Російської Федерації.
Населення становить 272 особи. Входить до складу муніципального утворення Ягубовська сільрада.

## Історія
Від 2009 року входить до складу муніципального утворення Ягубовська сільрада.

## Населення
| 1999 | 2002 | 2010 |
| ---- | ---- | ---- |
| 392  | ↘319 | ↘272 |